# Северноиталианска операция
Северноиталианската операция, с кодово име Операция „Грейпшот“, е последната офанзива на съюзниците по време на Италианската кампания в заключителните етапи на Втората световна война. Настъплението в равнината Ломбардия от 15-а съюзническа армейска група започва на 6 април 1945 г. и завършва на 2 май с официалното предаване на германските сили в Италия.
Съюзното командване планира да нанесе удар на изток от Болоня с 8-а британска армия, а на югозапад с 5-а американска армия. След като пробият отбраната и превземат Болоня двете армии трябва да развият настъплението в посока Бондено. То има за цел да форсира По в участъка между Ферара до Пиаченца. След това 8-а армия трябва да напредне по крайбрежието на Венецийския залив, да поеме контрола над Триест и да достигне до югославската граница. 5-а армия трябва да напредне на север, да окупира прохода Бренер и територията на северозападна Италия.
В резултат на операцията приключва не само италианската кампания, но и всички военни действия в Средиземноморския театър.